# Ernst ist das Leben
Ernst ist das Leben ist ein deutsches Stummfilmdrama aus dem Jahr 1916 von und mit Fern Andra.

## Handlung
Fany, die Tochter einer Blumenhändlerin, ist mit Fritz, dem Angestellten eines Ingenieurbüros, verlobt. Über den Arzt Dr. Thielen lernt sie einen Ballettmeister kennen, der ihr tänzerisches Talent entdeckt und Fany ausbildet. Rasch macht sie Karriere als Ballerina und steigt zur Solotänzerin am Theater auf. Als eines Abends während einer Vorstellung ein Brand ausbricht, ist es der junge Bildhauer Holger, der ihr Leben rettet. Bald kommen sich beide einander näher, als es ihrem Verlobten lieb sein kann.
Holger möchte, dass Fany ihm Modell steht, doch erwartungsgemäß hat Fritz etwas dagegen. Es kommt wie es kommen muss: Die Verlobung mit Fritz wird aufgelöst, und Fany heiratet Holger. Doch diese Ehe steht nach einer kurzen Phase des Glücks unter einem schlechten Stern. Man entfremdet sich, und Holger geht fremd, während Fany still vor sich hin leidet. Eines Abends erwischt sie ihren Gatten in flagranti in einem Separee mit einer anderen Frau. Dennoch versucht Fany ihre Ehe zu retten, doch ihr Mann weist all ihre Bemühungen zurück. Fany stirbt an gebrochenem Herzen.

## Produktionsnotizen
Ernst ist das Leben war der erste Film, den Fern Andra in ihrem eigenen, im Juli 1916 errichteten Dach-Atelier in der Berliner Chausseestraße 42 hergestellt hatte. Der fünfaktige Film besaß eine Länge von 1453 Metern (bei der Neuzensur 1921), ca. 71 Minuten und wurde am 27. Oktober 1916 in Berlins Tauentzienpalast uraufgeführt. Für die Jugend war Ernst ist das Leben nicht zugelassen. In Österreich-Ungarn, wo er eine Länge von etwa 1750 Metern besaß, fand der Film seine Erstaufführung in Wien am 1. September 1916.
Für den 21-jährigen Kameramann Willy Winterstein war dies eine seiner ersten Arbeiten.

## Einordnung
Ernst ist das Leben kann als typisches Andra-Produkt der Weltkriegsjahre gewertet werden. In dieser Zeit, vor allem in den Jahren 1915 bis 1918, feierte sie mit ihren melodramatischen Produktionen ihre größten Publikumserfolge.
Kay Weniger schreibt dazu: „Andras filmische Rührstücke, die mit Vorliebe in der Welt des Adels oder im Zirkusmilieu angesiedelt waren, fanden während des 1. Weltkriegs ein dankbares Publikum und trugen so ergreifende Titel wie ‚Ernst ist das Leben‘, ‚Es fiel ein Reif in der Frühlingsnacht‘ und ‚Der Seele Saiten schwingen nicht‘.“
In CineGraph ist Folgendes zu lesen: „Typisch für ihre Filme sind Rührstücke, die unter Adligen, Künstlern oder Zirkusartisten spielen und in denen sie immer gleich die ganze Palette anrührender Weiblichkeit vorstellt, z. B. in ERNST IST DAS LEBEN als Blumenmädchen, Ballettänzerin, Modell und Künstlergattin, die von Gefühl zu Gefühl hetzt und dabei Liebe, Glück, Eifersucht und Todesqual in immer neuen Posen, Kostümen und Frisuren zu überstehen hat.“
In Paimann’s Filmlisten ist zu lesen: „Stoff sehr gut, Szenerie, Photos und besonders das Spiel prima.“